# Bargylia
Bargylia (łac. Diœcesis Bargyliotanus) – stolica historycznej diecezji w Cesarstwie Rzymskim (prowincja Karia), współcześnie w Turcji. Od 1933 katolickie biskupstwo tytularne, wakujące od 1963.

## Biskupi tytularni
| Lp. | Biskup               | Od              | Do               |
| --- | -------------------- | --------------- | ---------------- |
| 1   | Jean Delcuve OFMCap. | 21 czerwca 1948 | 13 sierpnia 1963 |